# Aethiessa feralis
Aethiessa feralis är en skalbaggsart som beskrevs av Wilhelm Ferdinand Erichson 1841. Aethiessa feralis ingår i släktet Aethiessa och familjen Cetoniidae. Inga underarter finns listade i Catalogue of Life.